# Monastyrek (rejon złoczowski)
Monastyrek (ukr. Монастирок) – wieś na Ukrainie w rejonie złoczowskim obwodu lwowskiego.